# DB V 90 sorozat

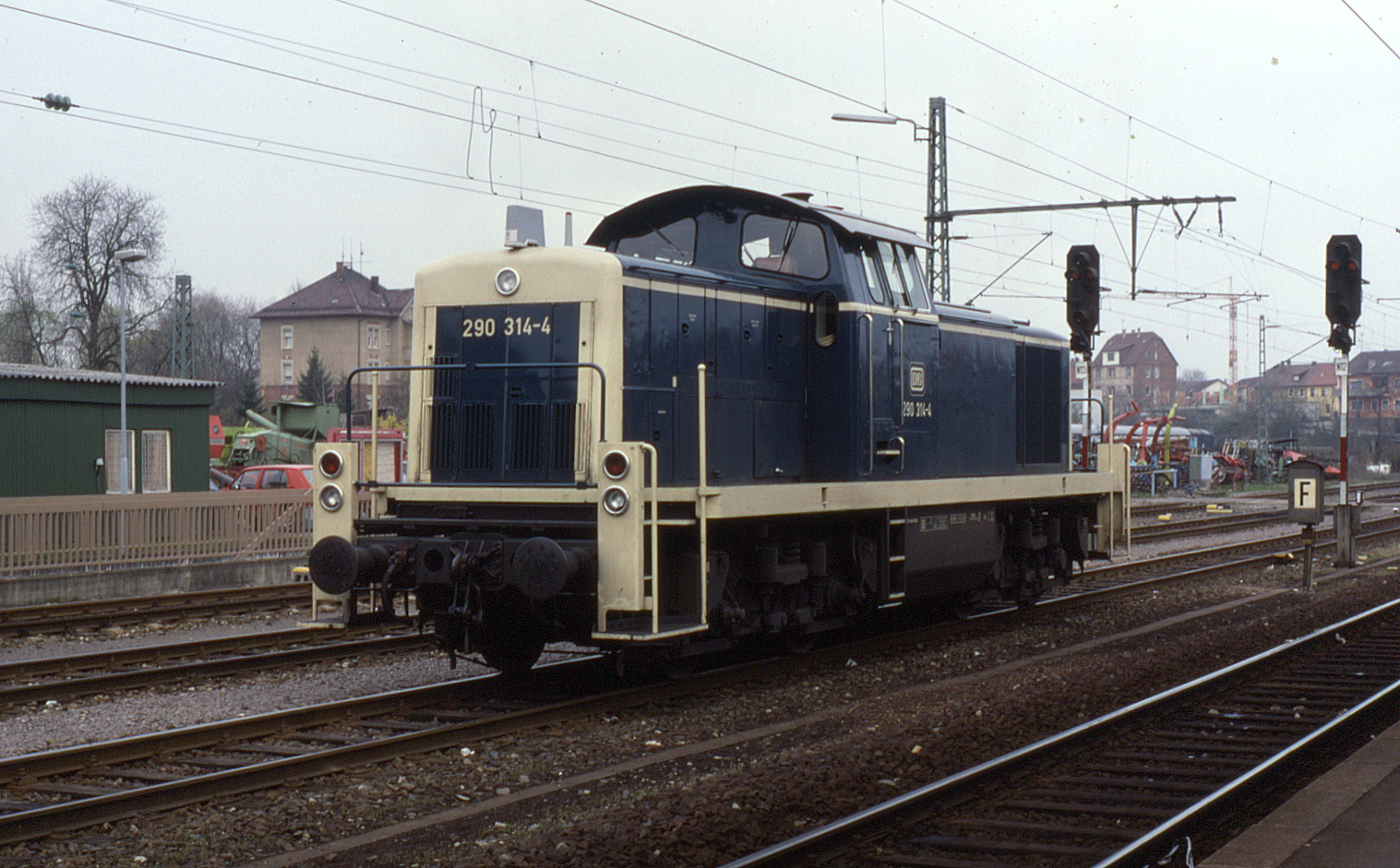

A DB V 90 sorozat, később DB 290, DB 291, DB 294, DB 295 és DB 296 sorozat egy hidraulikus erőátvitelű nyugatnémet dízelmozdony-sorozat. A MaK cég gyártotta 1963-ban, majd 1964 és 1974 között összesen 408 példányban a Deutsche Bundesbahn részére. A mozdonyok a mai napig üzemelnek, immár a volt keletnémet területen is.

## Alkalmazásuk Magyarországon
A Kecskeméti Mercedes-gyár iparvágányait is ezzel a típussal szolgálják ki.
Győrben a DBH is használ ilyen mozdonyokat. Feladatuk: a gyárak, üzemek kiszolgálása, valamint a teherpályaudvarok rendezése.